# 테리지노사우루스
테리지노사우루스(Therizinosaurus)는 7,200만년전~6,800만년전 중생대 백악기 후기 몽골 네메그트 분지에 살던 거대한 깃털이 있는 초식 공룡이다. 몸길이는 최대 8~10m 정도이고 무게는 5톤 이상에 높이는 4~5m인 대형 수각류로 역대 수각류 중 키가 가장 크다.

## 분류
과거 분류에 대하여 플라테오사우루스 등 고용각류가 쥐라기 초기에 멸종하지 않고 진화하였다거나, 오르니토미무스류의 거대화 등 논란이 많았으나, 현재는 마니랍토라의 일부로 보고 있다.

## 특징 및 생태
목이 길고 몸이 둥글며, 자세가 반직립 자세이고 목이 길어 타르보사우루스를 비롯한 다른 수각류보다 키가 크다. 또한 길이가 70센티미터에서 1m가 넘을 정도로 긴 발톱이 있다. 발톱에 관해서는 논란이 많지만, 먹이가 되는 식물이나 고엽을 모으거나 같은 지층에서 발견된 타르보사우루스 바타아르 같은 수각류로부터 효과적인 방어 무기로 쓰였다는 가설이 지지받고 있다. 공룡을 소재로 한 만화 등지에서는 발톱을 칼처럼 사용하는 모습을 보이나, 발톱의 내구도가 떨어져 공격 무기로써의 효과는 그렇게 크지는 않았다. 할퀴거나 휘둘러 위협하는 정도. 최근 연구에 따르면 테리지노사우루스의 발톱은 오르니토미무스상과의 잡식공룡과 발톱 구조가 유사해, 식물의 가지를 끌어당기기 편리했다.
세그노사우루스나 에를리코사우루스, 히에리코사우루스와 같은 근연종의 두개골과 치아 구조로 봤을 때는 수각류 중에서는 드물게 초식위주의 섭식을 했다고 추정되지만, 별식으로 작은 동물, 물고기, 곤충 등을 먹었으며, 발톱으로 벌집을 파괴해 벌꿀을 먹기도 했다. 오늘날의 고릴라나 멸종된 땅늘보 매가테리움과 유사한 생활을 했을 것으로 추측된다. 테리지노사우루스의 것으로 추정되는 알 화석도 발견되었는데, 그 길이가 45cm로 이제까지 발견된 공룡 알 중에서 가장 크다. 처음 발견되었을 당시 긴 앞 발톱이 큰 거북의 갈비뼈 또는 발톱으로 오인되어서 종명이 '거북을 닮은'이란 뜻의 켈로니포르미스(cheloniformis)가 되었다.